# 延宁·德博
延宁·德博（荷蘭語：Jenning de Boo，2004年1月22日—），荷兰男子速度滑冰运动员，2024年世界单程距离速度滑冰锦标赛男子短距离团体追逐银牌得主、2025年世界单程距离速度滑冰锦标赛男子短距离团体追逐银牌得主。